# 多功能显示器

多功能显示器示意图

多功能显示器（英語：multi-function display，缩写MFD）是一种被多个软按键（可配置按钮）包围的小型CRT或LCD显示器，可用于以多种可配置方式向用户显示信息。多功能显示器源自航空界，最早用于军用飞机，后来被商用飞机采用，通用航空、汽车业和船只上也有使用。在工业生产等数控设备上，也有使用此种设计。

## 航空界的多功能显示器
第一台多功能显示器在1960年代末至1970年代初由空军引进，早期一例是F-111D（1967年首飞，1970至73年交付）。多功能显示器优于模拟显示一点是，多功能显示器不会消耗驾驶舱内的太多空间，数据呈现为多个页面。例如，RAH-66的驾驶舱完全没有模拟拨盘和量表，所有信息都在多功能显示器的页面上。每架飞机可能存在的页面都有差异，根据其性能而定。
许多多功能显示器允许飞行员在同一个屏幕上显示导航路线、移动地图、天气雷达、NEXRAD、GPWS、TCAS和机场信息。
1998年起，航天飞机的玻璃驾驶舱开始添加多功能显示器，以取代原有的模拟仪器和CRT。玻璃驾驶仓最早在STS-101任务中使用，所显示的信息与此前类似。
在现代汽车技术中，多功能显示器被用于汽车的导航、娱乐和车辆状态信息的显示。

## 拓展阅读
- Tooley, Mike.  2nd. Routledge. 2013  [2017-10-14]. ISBN 1-135-05281-6. （原始内容存档于2017-03-19）.